# Schloss Ehingen

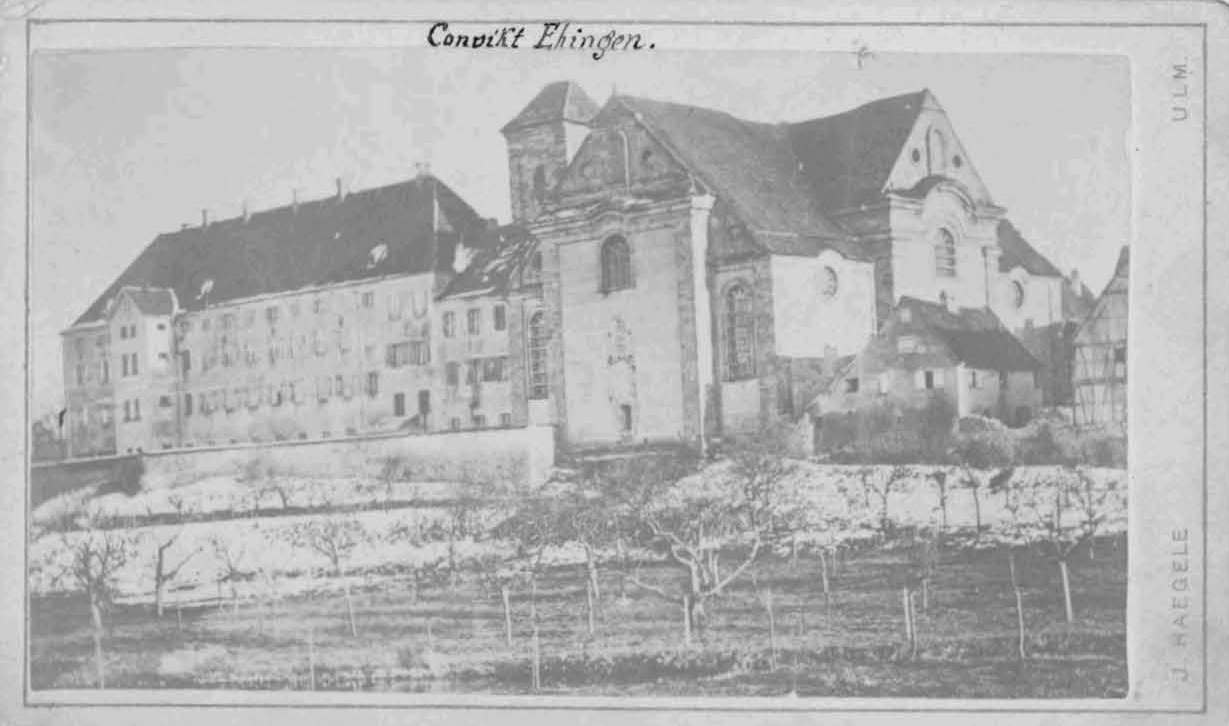
Schloss Ehingen stand auf der Anhöhe über dem Groggental an der Stelle des späteren Benediktinerkollegiums, Foto vor 1885/86

Das Stadtschloss Ehingen war der Wohnsitz der Grafen von Berg-Schelklingen und später der Pfandherren und Statthalter der Herrschaften Ehingen, Schelklingen und Berg in der Stadt Ehingen (Donau) im Alb-Donau-Kreis in Baden-Württemberg.

## Lage
Das Schloss lag im Nordosten der Altstadt an der Stadtmauer auf der Anhöhe über dem Groggental und der Schmiech. Heute ist das Gelände durch das Kollegium der Benediktiner überbaut.

## Geschichte

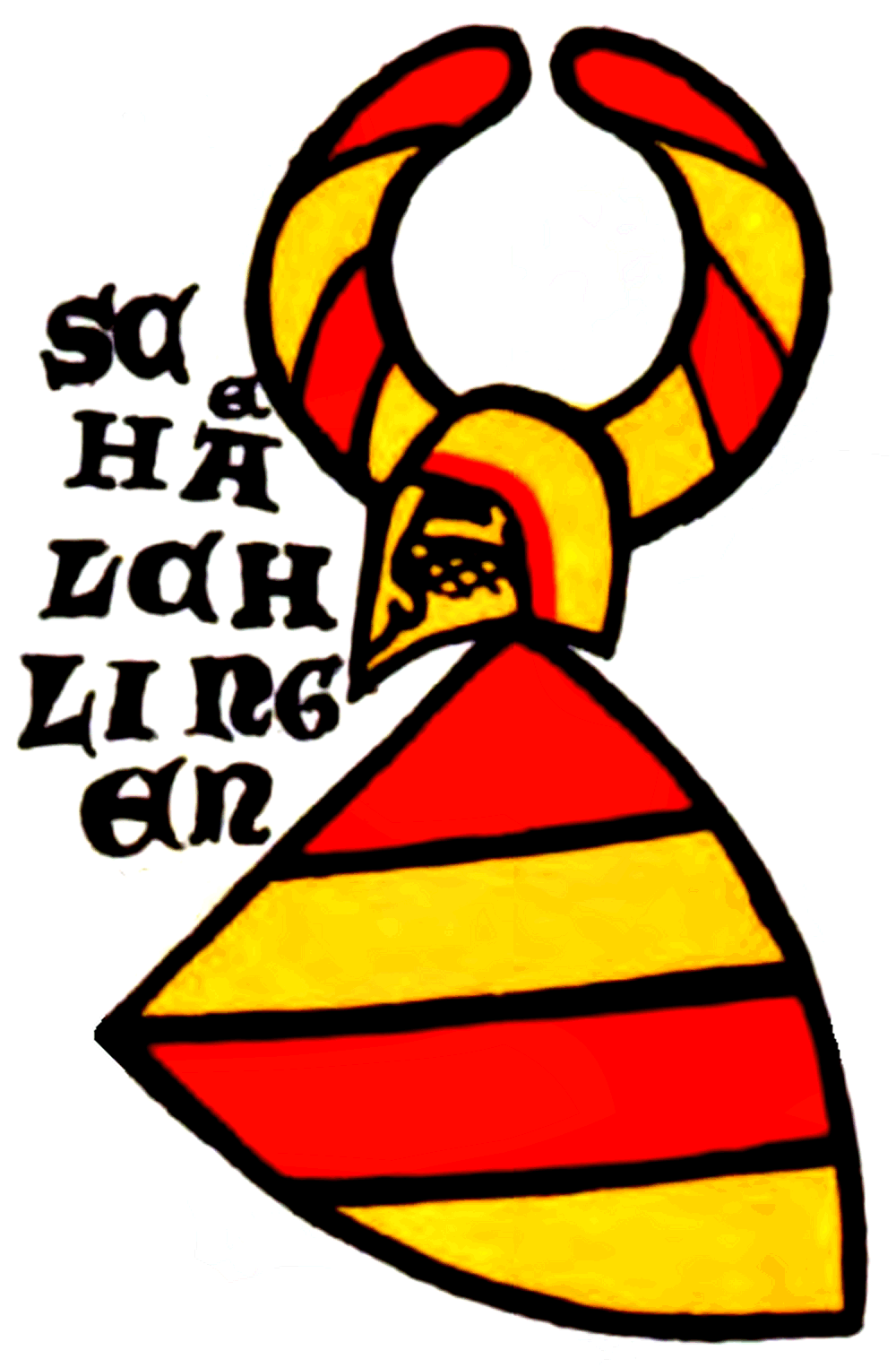
Wappen der Grafen von Berg genannt von Schelklingen, Zürcher Wappenrolle, ca. 1340

Das Ehinger Stadtschloss wurde vermutlich noch durch die aus der Herrschaft Berg hervorgegangenen Grafen von Berg-Schelklingen als Gründer der Stadt Ehingen und Inhaber der Herrschaften Ehingen, Schelklingen und Berg erbaut und als Stadtresidenz genutzt. Nach dem Aussterben der Grafen von Berg 1346 wurde es durch die jeweiligen Pfandherren als Wohnung genutzt. Konrad von Bemelberg der Jüngere ließ noch 1568/69 als Pfandherr Baureparaturen vornehmen, von welchen noch eine Aufstellung im Landesarchiv Tirol vorhanden ist. Darin werden folgende Räumlichkeiten genannt: die Herrenstube, die Küche, die untere Kammer vor dem Speisgaden, die Kaiserstube, das Schreibstüblin, die Herrenkammer, die Frauenstube, das heimliche Gemach, der Speisgaden, die Junkhfrauenkammer, das Badstüblin, der Zwing(er)hof, das Torhäusle, das Backhaus, der Brunnen, das neue Tor, das untere Gewölbe, und anderes. Demnach muss das Schloss eine durchaus beachtliche Größe und Ausstattung gehabt haben.
Während des Dreißigjährigen Kriegs soll das Ehinger Stadtschloss nicht benutzt und baulich vernachlässigt worden sein. Das Kloster Zwiefalten erwarb das Schloss samt Gelände 1692 für 4500 Gulden. Spätestens 1698 muss das Schloss niedergelegt worden sein, denn in diesem Jahr wurde mit dem Bau des Benediktinerkollegiums begonnen, heute als Konvikt bekannt.